# Lowca
Lowca är en by och en civil parish i Cumbria i England. Orten har 773 invånare (2001).